# Сюип (река)
Сюип (фр. Suippe) — река в департаментах Марна и Эна регионов Гранд-Эст и О-де-Франс на северо-востоке Франции. Левый приток Эны бассейна Сены. 

## География
Источник реки расположен близ коммуны Сом-Сюип в департаменте Марна на высоте 135 м над уровнем моря.
Протяжённость реки — 101 км. Впадает в Эну в Конде-сюр-Сюип на высоте 51 м над уровнем моря после пересечения латерального канала Эны у шлюза Конде.

### Пересекаемые коммуны
Сюип протекает по двум департаментам через 27 коммун:
В департаменте Марна: Сом-Сюип, Сюип, Жошери-сюр-Сюип, Сент-Илэр-ле-Гран, Оберив, Водезенкур, Донтриан, Сен-Мартен-л'Эрё, Сент-Илэр-ле-Пети, Бетенивиль, Понфаверже-Моронвилье, Сель, Сен-Мам, Этреживиль, Вармеривиль, Иль-сюр-Сюип, Базанкур, Буль-сюр-Сюип, Сент-Этьен-сюр-Сюип, Бургонь, Оменанкур.
В департаменте Эна:
Оренвиль, Бертрикур, Варискур, Агилькур, Конде-сюр-Сюип.

### Гидроним
Сюип является гидронимом для 7 коммун: Сом-Сюип, Сюип, Жошери-сюр-Сюип, Иль-сюр-Сюип, Буль-сюр-Сюип, Сент-Этьен-сюр-Сюип и Конде-сюр-Сюип.

## Притоки
Сюип имеет 18 притоков. Самые крупные:
- Эн 8,9 км у Сент-Илэр-ле-Гран;
- Пи 14,9 км, протекает через 5 коммун и впадает в Сюип у Донтриан;
- Арн 12,4 км, протекает через 5 коммун и впадает в Сюип у Бетанвиль.